# Adiantum windischii
Espèce
Adiantum windischii est une espèce de fougères de la famille des Pteridaceae.